# 상나라
상(商, 기원전 1600년경 ~ 기원전 1046년경)은 중국 역사상 최초의 왕조이다. 반경왕(盤庚王)이 마지막으로 옮긴 수도가 은(殷)이기 때문에 은나라로 부르기도 한다.

## 명칭
주(周)나라를 비롯한 다른 나라에서 은(殷)이라는 이름으로 부른 탓에 은(殷)나라로 더 잘 알려져 있으나, 스스로 나라 이름을 칭할 때 은나라를 세운 부족 이름인 상(商)이라는 이름을 더 많이 사용했으므로, 학계에서는 상(商)으로 통일해 부른다.
상(商)나라는 여러 차례 수도를 옮겼는데, 반경왕(盤庚王)이 마지막으로 옮긴 수도가 은(殷)이었으므로, 은(殷)이라는 명칭이 붙었다.

## 개요
상나라 시조에 관한 의견은 분분한데, 기록에 의하면 전설상 인물인 황제(黃帝)의 후손 탕왕(湯王)이 세웠다고 전한다. 탕왕은 하나라의 마지막 왕이자 폭군인 걸왕을 무찌르고 상나라를 개국하였다.
마지막 왕은 무희 달기와 함께 백성을 잔혹하게 다룬 30대 주왕(紂王)이며, 주(周)나라 시조인 서주 무왕(西周 武王)에 의해 멸망하였다.
19세기 말까지 전설상 왕조로만 다루었으나 20세기 초 은허(殷墟)가 발굴되고 고고학적 증거가 나타나면서 실재하는 왕조로 인정했다.
출토된 청동기나, 갑골문자(甲骨文字)를 독해함으로써 선사 사회부터 역사시대로 옮겨진 은나라 사회의 실태가 해명되기에 이르렀다.

## 역사

### 창업 이전
전설상 상 왕조의 시조는 설로 되어 있다. 설은 유융씨의 딸이자 제곡 차비인 간적이 제비의 알을 먹었기 때문에 낳은 아이로 되어 있다. 설은 순 때에 우의 치수를 도운 공적이 인정되어 순에 의해 상에 봉해져 자씨 성(子姓)을 받았다.
그 후 설의 자손은 대대로 하나라를 섬겼다. 또 설로부터 탕까지의 14대 사이에 8차례 수도를 옮겼다고 한다.

### 역대 치세
설로부터 13대째의 탕은 박(현재의 허난성 상추시)을 수도로 삼고 있었다. 탕은 현인 이윤의 도움을 빌려 하왕걸을 쓰러뜨리고 제후들에게 추천되어 왕이 되었다.
상나라 4대 왕인 태갑은 폭군이었기 때문에 이윤에게 추방되었다. 후에 태갑이 반성했고 이윤은 이를 허락했다. 이후 태갑은 선정을 베풀어 태종(太宗)으로 칭해졌다.
옹기 때에 왕조는 잠시 쇠약해졌다. 옹기의 다음 왕인 태무는 현인 이척을 임용해 선정을 베푸려 노력했고 상 왕조는 부흥했다. 태무의 공적을 칭송해 태무는 중종(中宗)으로 칭해졌다.
중종의 사후에 다시 왕조는 쇠약해졌다. 조을은 현인 무현을 임용해 선정을 하려고 노력했고 상 왕조는 부흥했다.
조을의 사후에 다시 왕조는 쇠약해졌다. 반경은 은허로 천도했고 탕 때의 선정을 부활시켰다.
반경의 사후에 다시 왕조는 쇠약해졌다. 무정은 현인 부열을 임용해 상 왕조의 중흥을 완수했다. 무정의 공적을 칭송해 무정은 고종(高宗)으로 칭해졌다.
상나라 고종 이후의 왕은 대체로 어리석은 폭군이었다. 상 왕조의 마지막 왕인 주왕(紂王)은 즉위 후 달기라는 미녀에게 빠지고 폭정을 실시했고, 백읍고가 아버지 희창을 위해 알현하고 원숭이를 바쳤는데 달기의 모함에 의해 주왕(紂王)에게 살해 당하고 부친은 사면을 위해 주왕(紂王)에게 살해 당한 백읍고의 육병을 먹은 뒤 귀가하고 먹은 육병을 토했고 임종 전에 상 왕조를 멸망할 대책을 세운 후 그의 아들인 희발(姬發)이 상나라의 여러 제후들을 모아서 주왕을 주살하고 상 왕조는 멸망했다.

### 멸망 후
주왕의 아들인 무경은 주의 무왕에 의해 상나라의 옛 땅에 봉해졌다. 무왕의 사후에 무경은 무왕의 형제와 함께 반란을 일으켰지만 실패해 주살당했다. 그 후, 무경의 백부의 미자계(주왕의 형)가 송에 봉해져 상 왕조의 제사를 계속했다.

## 상나라의 도읍지
| 국왕                                                                         | 당시의 지명       | 현재의 지명 |
| 선상(先商) 시대                                                              | 선상(先商) 시대   | 선상(先商) 시대 |
| ---------------------------------------------------------------------------- | ----------------- | --- |
| 설(契)                                                                       | 박(亳)            | 일설로는 현재 랴오닝성 서부에 이르는 허베이성 동북부 일대， 일설로는 현재 허난성 뤄양시 옌스시 스샹거우 유적(尸鄕溝遺跡)                                   |
| 설(契)                                                                       | 번(蕃)            | 일설로는 현재 베이징시, 허베이성 북부 지둥 평원(冀東平原) 일대                                                                                             |
| 소명(昭明)                                                                   | 지석(砥石)        | 일설로는 현재 허베이성 스자좡(石家莊) 이남, 허베이성 싱타이시 이북 지역.                                                                                   |
| 소명(昭明)                                                                   | 상(商)            | 일설로는 현재 장하(漳河) 일대, 일설로는 현재 산시성 샹뤄시 샹저우구                                                                                        |
| 상토(相土)                                                                   | 상구(商丘)        | 일설로는 현재 허베이성 중부, 허난성 북부. |
| 상토(相土)                                                                   | “태산(泰山) 아래” | 일설로는 태행산(太行山) 기슭. |
| 상토(相土)                                                                   | 상구              | 윗줄과 동일. |
| 왕해(王亥)                                                                   | 은(殷)            | 해당하는 현재 위치는 불명. |
| 상갑미(上甲微)（망(芒) 33년 ~ 공갑(孔甲) 9년）                               | 업(鄴)            | 현재 허베이성 한단시 린장현 장하 유역 |
| “상후(商侯 =은후(殷侯))”（공갑 9년 ~ 걸(桀) 15년）                           | 상구(商丘 ※=商邱) | 윗줄과 동일. |
| 조상(早商) 시대                                                              |                   | |
| 태을(大乙) 탕(湯) — 대무(大戊) 밀(密)（걸 15년 ~ 중정(中丁) 원년）           | 박                | 일설로는 현재 허난성 정저우시 상성 유적(商城遺址) |
| 중정 장(莊), 복임(卜壬) 발(發)（중정 원년 ~ 하단갑(河亶甲) 원년）            | 오(囂)            | 일설로는 현재 허난성 싱양시 동북쪽 오창(敖倉) 혹은 오산(敖山), 일설로는 현재 산둥성 기몽산 구(沂蒙山區), 일설로는 현재 허난성 정저우시 상성 유적(商城遺址) |
| 전갑(戔甲) 정(整)（하단갑 원년 ~ 조을(祖乙) 원년 혹은 2년）                  | 상(相)            | 일설로는 현재 허난성 안양시 네이황현 동남쪽. |
| 차을(且乙) 등(滕) ~ 차정(且丁) 신(新)（조을 원년 혹은 2년 ~ 남경(南庚) 3년） | 비(庇)            | 일설로는 현재 산둥성 윈청현 북쪽. |
| 차을(且乙) 등(滕) ~ 차정(且丁) 신(新)（조을 원년 혹은 2년 ~ 남경(南庚) 3년） | 형(邢)            | 일설로는 현재 허베이성 싱타이시 |
| 남경 경(更), 상갑(象甲) 화(和)（남경 3년 ~ 반경(盤庚) 15년?）                | 엄(奄)            | 일설로는 현재 산둥성 지닝시 취푸시 |
| 만상(晩商) 시대                                                              |                   | |
| 반경(般庚) 순(旬)                                                            | 은(殷)            | 현재 허난성 안양시 서북 은허 유적(殷墟遺址) |
| 제신(帝辛) 수(受)                                                            | 조가(朝歌)        | 현재 허난성 허비시 치현 차오거 진 |

## 사회와 문화
은대의 국가는 왕이 거주하는 도시를 중심으로 해서 그 주위에는 농업생활을 영위하는 여러 촌락이 전개되어 있었으며, 왕이나 귀족은 농민을 지배하여 곡물을 조세로 징수해서 일족(一族) 및 예속되어 있는 가내노예나 각종 기술자들을 부양했다. 농민은 하나의 대가족 집단이 하나의 마을을 구성하고 마을의 경작지에서 영농을 하고 있었다. 이 혈연 촌락은 족장의 통솔 밑에 어느 정도의 자위조직(自衛組織)도 가지고 공동작업에 종사하여, 자율적인 생활 기능을 지니고 있었다. 따라서, 지배자는 한 사람 한 사람의 농민을 장악하기보다는 족장들을 장악하고, 족장들을 통해서 촌락을 지배했다.
은나라 시대의 정치는 신권정치로서 제사·정벌·권농·목축 등 주요한 국사는 신의 뜻을 묻는 점(占)에 의하여 결정되었다. 사회는 부권적(父權的) 씨족제로서 처음은 형제 상속이었으나 곧 부자상속으로 되었다. 귀족은 더없이 정교한 청동기·백도(白陶)·옥기(玉器)를 사용하고 있었다. 농민은 목제 농기구나 석제 농기구를 사용하여 보리·수수·기장 등을 재배하고, 양잠을 하였으며, 말·양·돼지·소 등을 사육했다. 인신공양 풍습 또한 존재하였다.

## 정치
상나라 사람들은 제(帝)가 우주의 지배자이며 그 의지에 따라 모든 미래가 결정된다고 생각하였다. 점을 쳐서 국가의 중대사를 결정하는 신정 정치가 이루어졌다. 갑골문은 상제의 의향을 묻기 위한 행위의 기록을 의미하는 것으로 상제에 대한 제사와 조상 숭배가 합쳐져서 상나라는 정치와 종교가 일치된 제정일치 국가의 성격을 가졌음을 보여준다. 또한, 상나라 시기에 정교한 청동기가 발달되었는데 이러한 청동기는 바로 신정적 권위의 상징이었다. 그러나, 후기로 갈수록 신정적 권위는 쇠퇴하고 세속적 권위를 강화해 간 왕권이 성장하였다.

## 행정
상나라는 읍제(邑制)국가라고 불리기도 하는데, 읍이란 씨족 집단을 중심으로 성벽을 갖춘 국가를 의미한다. 읍은 대읍과 족읍, 소읍으로 나뉘는데, 대읍은 상나라 왕이, 족읍은 상나라 왕과 연합관계에 있던 씨족의 우두머리, 소읍은 씨족의 우두머리와 연합관계에 있던 동족집단의 우두머리가 각각 통치하였다. 이처럼 누층적으로 구성된 읍들 사이와 정치적 연합관계를 봉건(封建)관계라고 부른다.

## 유적과 유물

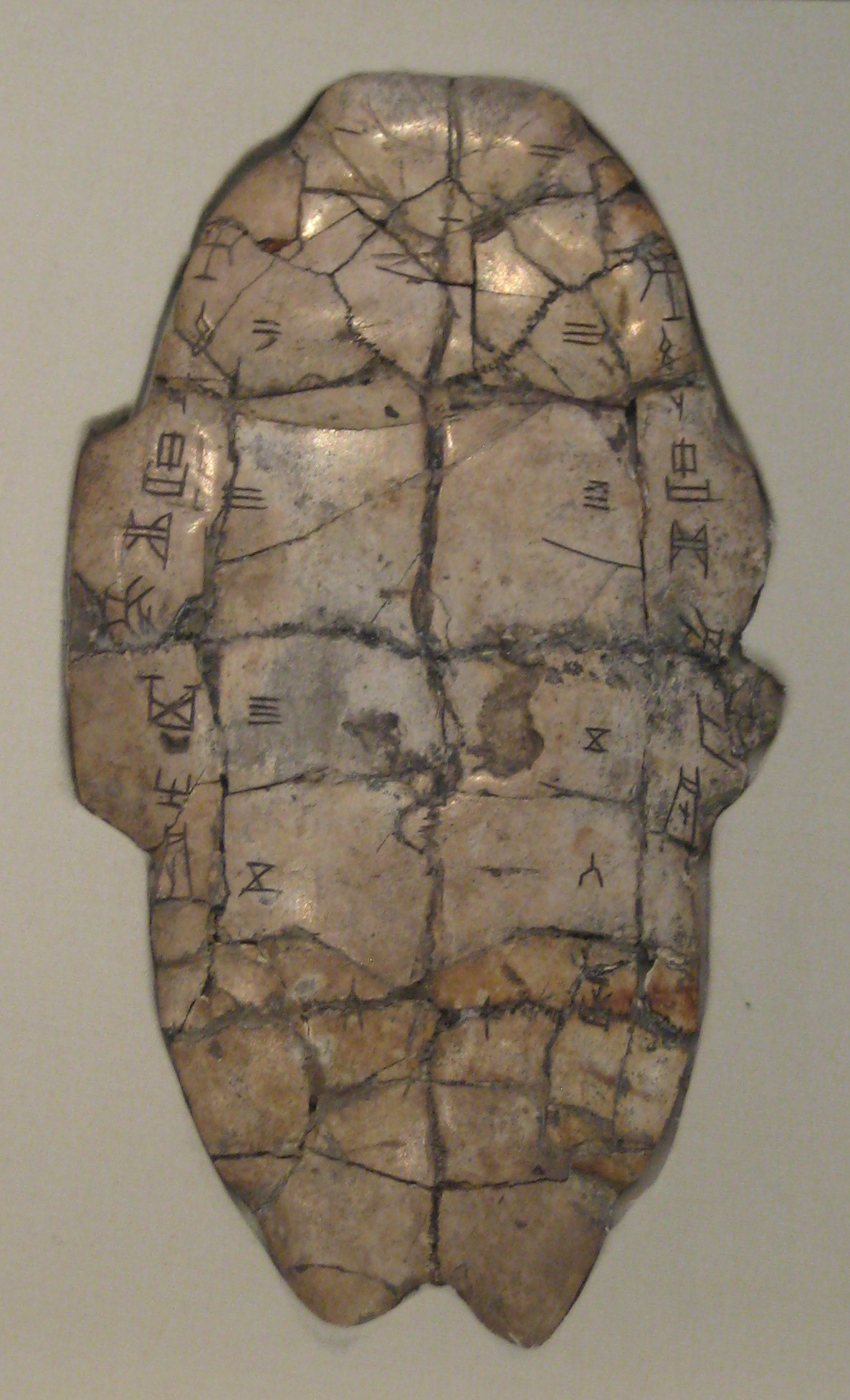
갑골문 귀갑(甲骨文 龟甲)

대표적인 유적으로 은허가 있다.

### 은허
19세기 말에는 허난성(河南省)에서 은허, 즉 은나라 수도의 유적으로 알려진 곳에서 갑골문자가 새겨진 귀갑(龜甲)과 우골(牛骨)이 대량으로 발견되었다. 은왕조의 계도(系圖)는 한대(漢代)의 사마천이 《사기》(史記) 속에 기술하였는데, 갑골문자 속에 나타난 여러 왕의 이름과 그 세계(世系)가 《사기》와 대체로 일치하고 있다. 은허에서 출토되는 갑골문에 의하여 은나라 왕의 존재가 인정되고, 특히 은허로 도읍을 옮긴 후, 반경의 동생인 왕 무정(武丁) 이후의 은나라 후반기의 실재가 확인되었다. 은허로 수도를 옮긴 후의 은나라 후반기의 실제 연대는 기원전 14세기 말부터 기원전 11세기 중엽이다.

### 갑골문자
1899년에 갑골문(甲骨文)이 발견됨으로써 그 실존이 알려졌는데, '갑골'이란 거북의 뱃가죽뼈, 짐승의 뼈 혹은 소의 어깨뼈를 말한다. 갑골문이란, 갑골의 안쪽 면에 불에 달군 나무를 눌러 급속히 팽창시키면 표면에 국부적인 균열이 생기는데, 그 균열의 상태를 보아 점을 치고 거기에 점친 날짜와 점쟁이의 이름, 점친 내용과 결과 등을 새겨 넣은 글을 말한다. 갑골문의 주요 내용은 주로 조상신이나 자연신에 대한 제사의 여부, 전쟁의 가부, 농사의 풍흉, 바람과 비의 유무, 수렵이나 재해의 유무 등 왕의 통치와 관련된 다양한 사안들이었다.

## 연구 및 기타
상인(商人)라는 말은 상나라 사람들이 나라가 멸망한 후에 생업을 위해 각지를 떠돌아 다니며 물건을 팔았던 것에서 유래한다.
주나라가 상나라를 멸망시킨 것이 구체적으로 몇 년인지를 추정하는 작업이 진행되고 있다. 중국의 하상주단대공정은 이 사건을 기원전 1046년의 일로 보고 있다.
예전의 설로는 죽서기년에 무왕에서 유왕(서주의 마지막 왕)까지 257년이는 기술이 있어 유왕이 죽은 것이 기원전 771년의 일이므로 상나라가 멸망한 것은 기원전 1027년이 된다. 또 한서에는 주는 867년 동안 계속되었다는 기술이 있어 이것으로부터 기원전 1123년의 사건으로 보기도 한다.
그 이외에도 여러 가지 설이 있어, 상나라 멸망을 가장 오래전으로 보는 것은 기원전 1127년, 가장 나중으로 보는 것은 기원전 1018년이다.

## 같이 보기
- 중국의 옛 수도

## 참고자료
- 사마천, 《사기》「은본기」, 중국 한나라
- 진순신, 《이야기 중국사 1》, 시대정신, 1992